# Epipleoneura fuscaenea
Epipleoneura fuscaenea – gatunek ważki z rodziny łątkowatych (Coenagrionidae). Występuje w północnej części Ameryki Południowej; stwierdzony w Wenezueli, Gujanie i Surinamie.